# ФК Металург (Донецк)
ФК „Металург“ (Донецк) (на украински: ФК Металург (Донецьк)) е футболен отбор от Донецк, Украйна. Клубът играе в Украинската висша лига.

## История

### Предистория
„Металург“ води корените си от ФК „Антрасит“ Кировске. В началото на 90-те години отборът получава правото да участва в не аматьорската Втора лига. След разочароващ първи сезон във второто ниво на украинския футбол отборът изпада до третото ниво. На следващия сезон „Антрасит“ завършва на 3-то място и отново се класира във втора лига. Тогава клубът е преместен в Шахтьорск и името е променено на ФК „Шахтьор“, а по-късно на ФК „Медита Шахтьорск“.

### „Металург“
Няколко години по-късно, клубът е реорганизиран отново и преименуван на вече широко приетия Футболен клуб „Металург“ Донецк. Клубът е бил закупен от „ИСД“, украинска индустриална корпорация, собственост на Сергей Тарута, един от най-богатите бизнесмени в Украйна и Европа. След като завършиха на второ място в Група „Ц“ на втора лига, клубът спечели промоция за Първа лига. В следващия сезон, 1996/97, Металург спечели Първа лига и се издигна до Украинската Висша лига.
Клубът стартира успешно в Топ лигата и също се подобри значително в конкуренцията за Купата. „Металург“ спечелиха бронзови в първенството и от 1998 г. насам, стигат най-малко до четвъртфиналите на Купата на Украйна.
Повечето собственици на „Металург“ през първото десетилетие от новото хилядолетие поддържаха връзки с известния украински агент Дмитро Селюк, който скоро се превърна в клубния действащ президент и натрупа много лоша репутация за привличането на много чуждестранни играчи в клуба. Също така, по време на работа с Металург, Селюк живееше в Барселона и рядко посещаваше Украйна. За няколко сезона, чужденците, клиенти на Селюк станаха повече от местните играчи. Много от подписаните играчи са били привлечени без съгласието на мениджъра, и на много са били дадени прекалено щедри заплати. Сред тях са Яя Туре, Андрес Мендоса, както и Жорди Кройф. След съмнителните сделки на Селюк, той е уволнен от поста си и голяма част от играчите, доведени от него също напускат. Както се оказа по-късно много от тях са имали договори със Селюк, а не директно с клуба.
След края на ерата „Селюк“ ловът за медали на „Металург“ се превърна в борба за оцеляване. Въпреки това, през 2008 г., българският специалист Николай Костов бива привлечен, за да възстанови отбора. В първия си сезон с клуба, Костов преобрази отбора и „Металург“ завърши на четвърто място в лигата, което им е даде място в новосформираната Лига Европа.

## Стадион
„Металург“ има свой собствен малък стадион, който носи името на отбора. Във вътрешните първенства отборът играе на стадиона, като зрителите почти никога не надхвърлят 5000. В случай че за мач се очаква по-голяма публика, „Металург“ играе на бившия стадион на Шахтьор Донецк. Стадион „Шахтьор“ се използва най-често, ако отборът играе мачове в Европейските първенства. Нов стадион с капацитет 17 500 души се строи в Макеевка, град, близо до Донецк. Той ще бъде новият стадион на „Металург“ (Донецк)

## Съперничество
Най-големите съперници на „Металург“ е съседният клуб и един от най-успешните отбори в Украйна, Шахтьор Донецк. Двата клуба имат не само близка история, заради скорошното формиране на „Металург“, но клубът е също играе на стария стадион на Шахтьор. Мачовете между двата клуба са наречени от феновете и медиите като "Дербито на Донбас. Шахтьор е доминиращият в съперничеството в продължение на десетилетие, от 1996 до 2006 г., печелейки всичките 18 мача между тях. Мачовете между двата отбора са винаги били от голямо значение за феновете.

## Срещи с български отбори
„Металург“ се е срещал с български отбори в приятелски срещи.

### „Лудогорец“
С „Лудогорец“ се е срещал един път в приятелски мач. Мачът се играе на 5 юли 2013 г. в Австрия и завършва 0 – 0 .

## Отличия
- Украинска Първа лига: шампион – 1996/97
- Украинска Втора лига: Втори (Група „Б“) – 1995/96

## Настоящ състав
Към 22 март 2014.
| - Вратари: - 12 Олександър Бандура - 79 Юри Панкив | - Защитници: - 2 Артьом Барановский - 4 Вячеслав Чечер капитан - 5 Владимир Половий - 7 Никола Морозюк - 15 Георги Зотов - 23 Александър Насонов - 24 Дарън О'Дий | - Халфове: - 8 Грегъри Нелсън - 9 Джордже Лазич - 13 Константинос Макридис - 14 Александре - 20 Амаду Мотари - 22 Василиос Плиатсикас - 44 Васил Прийма - 62 Сергей Каретник - 99 Кеворк Газарян | - Нападатели: - 11 Жуниор Мораеш - 18 Венцислав Христов - 19 Даниел - 50 Сергей Болбат |

## Български футболисти
- Велизар Димитров: 2008/13 - (108 мача - 18 гола)
- Чавдар Янков: 2009 - (18 мача - 0 гола)
- Венцислав Христов: 2014 - (4 мача - 0 гола)